# Abdoul Rahman Issah
Abdoul Rahman Issah (Obuasi, 4 novembre 1980) è un ex calciatore ghanese, di ruolo difensore.